# Richard M. Young
Richard Montgomery Young, född 20 februari 1798 i Fayette County, Kentucky, död 28 november 1861 i Washington, D.C., var en amerikansk politiker (demokrat). Han representerade delstaten Illinois i USA:s senat 1837–1843.
Young studerade juridik och inledde 1816 sin karriär som advokat i Kentucky men flyttade redan året efter till Illinoisterritoriet.
Young efterträdde 1837 William Lee D. Ewing som senator för Illinois och efterträddes 1843 av Sidney Breese. Han tjänstgjorde som domare i Illinois högsta domstol 1843–1847 och fick uppdraget som domare i rättegången mot dem som anklagades för mordet på mormonkyrkans grundare Joseph Smith.